# La Tour-en-Jarez
La Tour-en-Jarez és un municipi francès situat al departament del Loira i a la regió d'Alvèrnia-Roine-Alps. L'any 2007 tenia 1.242 habitants.

## Demografia

### Població
El 2007 la població de fet de La Tour-en-Jarez era de 1.242 persones. Hi havia 412 famílies de les quals 84 eren unipersonals (32 homes vivint sols i 52 dones vivint soles), 140 parelles sense fills, 164 parelles amb fills i 24 famílies monoparentals amb fills.
La població ha evolucionat segons el següent gràfic:
Habitants censats

### Habitatges
El 2007 hi havia 464 habitatges, 426 eren l'habitatge principal de la família, 6 eren segones residències i 32 estaven desocupats. 421 eren cases i 42 eren apartaments. Dels 426 habitatges principals, 356 estaven ocupats pels seus propietaris, 62 estaven llogats i ocupats pels llogaters i 8 estaven cedits a títol gratuït; 9 tenien una cambra, 11 en tenien dues, 45 en tenien tres, 76 en tenien quatre i 285 en tenien cinc o més. 366 habitatges disposaven pel capbaix d'una plaça de pàrquing. A 136 habitatges hi havia un automòbil i a 269 n'hi havia dos o més.

### Piràmide de població
La piràmide de població per edats i sexe el 2009 era:
| Homes | Edats   | Dones |
| ----- | ------- | ----- |
| 0     | 95 o +  | 8     |
| 0     | 90 a 94 | 20    |
| 16    | 85 a 89 | 40    |
| 4     | 80 a 84 | 24    |
| 12    | 75 a 79 | 20    |
| 16    | 70 a 74 | 12    |
| 20    | 65 a 69 | 20    |
| 64    | 60 a 64 | 20    |
| 28    | 55 a 59 | 52    |
| 48    | 50 a 54 | 44    |
| 12    | 45 a 49 | 16    |
| 48    | 40 a 44 | 56    |
| 44    | 35 a 39 | 40    |
| 48    | 30 a 34 | 56    |
| 20    | 25 a 29 | 12    |
| 36    | 20 a 24 | 16    |
| 44    | 15 a 19 | 60    |
| 40    | 10 a 14 | 56    |
| 28    | 5 a 9   | 44    |
| 24    | 0 a 4   | 8     |

## Economia
El 2007 la població en edat de treballar era de 750 persones, 539 eren actives i 211 eren inactives. De les 539 persones actives 521 estaven ocupades (267 homes i 254 dones) i 18 estaven aturades (8 homes i 10 dones). De les 211 persones inactives 74 estaven jubilades, 101 estaven estudiant i 36 estaven classificades com a «altres inactius».

### Ingressos
El 2009 a La Tour-en-Jarez hi havia 431 unitats fiscals que integraven 1.198 persones, la mediana anual d'ingressos fiscals per persona era de 25.109 €.

### Activitats econòmiques
Dels 48 establiments que hi havia el 2007, 2 eren d'empreses extractives, 1 d'una empresa alimentària, 1 d'una empresa de fabricació d'elements pel transport, 1 d'una empresa de fabricació d'altres productes industrials, 12 d'empreses de construcció, 8 d'empreses de comerç i reparació d'automòbils, 1 d'una empresa de transport, 1 d'una empresa d'hostatgeria i restauració, 1 d'una empresa d'informació i comunicació, 4 d'empreses financeres, 1 d'una empresa immobiliària, 7 d'empreses de serveis, 4 d'entitats de l'administració pública i 4 d'empreses classificades com a «altres activitats de serveis».
Dels 9 establiments de servei als particulars que hi havia el 2009, 1 era un paleta, 1 fusteria, 6 lampisteries i 1 electricista.
L'únic establiment comercial que hi havia el 2009 era una adrogueria.
L'any 2000 a La Tour-en-Jarez hi havia 10 explotacions agrícoles que ocupaven un total de 252 hectàrees.

## Equipaments sanitaris i escolars
El 2009 hi havia una escola elemental.

## Poblacions properes
El següent diagrama mostra les poblacions més properes.